# Джеймс Серретані
Джеймс Серретані (англ. James Cerretani; нар. 2 жовтня 1981) — колишній американський тенісист.
Найвищу одиночну позицію світового рейтингу — 620 місце досяг 23 жовтня 2006, парну — 45 місце — 21 липня 2008 року.
Здобув 4 парні титули.
Найвищим досягненням на турнірах Великого шолома були чвертьфінали в парному розряді.

## Фінали турнірів ATP за кар'єру

### Парний розряд: 7 (4–3)
| Легенда (до/після 2009)                                         |
| --------------------------------------------------------------- |
| Турніри Великого шолома (0–0)                                   |
| Tennis Masters Cup / Фінали Світового Туру ATP (0–0)            |
| Серія Мастерс ATP / Серія Мастерс 1000 Світового Туру ATP (0–0) |
| Серія ATP Інтернешнл Ґолд / Серія 500 Світового Туру ATP (1–1)  |
| Серія ATP Інтернешнл / Серія 250 Світового Туру ATP (3–2)       |

| Титули за покриттям |
| ------------------- |
| Тверде (2–2)        |
| Ґрунт (2–1)         |
| Трава (0–0)         |

| Титули за типом корту |
| --------------------- |
| Відкритий (4–3)       |
| Закритий (0–0)        |

| Результат | В-П | Дата     | Турнір                                | Рівень      | Покриття | Партнер        | Суперники                                   | Рахунок                |
| --------- | --- | -------- | ------------------------------------- | ----------- | -------- | -------------- | ------------------------------------------- | ---------------------- |
| Поразка   | 0–1 | Тра 2008 | Grand Prix Hassan II, Марокко         | Інтернешнл  | Ґрунт    | Тодд Перрі     | Альберт Монтаньєс Сантьяго Вентура Бертомеу | 1–6, 2–6               |
| Перемога  | 1–1 | Лип 2008 | Austrian Open, Австрія                | Інтер. Ґолд | Ґрунт    | Віктор Генеску | Лукас Арнольд Кер Олів'є Рохус              | 6–3, 7–5               |
| Перемога  | 2–1 | Лют 2009 | SA Tennis Open, ПАР                   | Серія 250   | Тверде   | Дік Норман     | Рік де Вуст Ешлі Фішер                      | 6–7(7–9), 6–2, [14–12] |
| Перемога  | 3–1 | Лют 2011 | SA Tennis Open, ПАР (2)               | Серія 250   | Тверде   | Аділ Шамасдін  | Скотт Ліпскі Ражів Рам                      | 6–3, 3–6, [10–7]       |
| Перемога  | 4–1 | Лют 2017 | Відкритий чемпіонат Еквадору, Еквадор | Серія 250   | Ґрунт    | Філіпп Освальд | Хуліо Перальта Орасіо Себальйос             | 6−3, 2−1 ret.          |
| Поразка   | 4–2 | Бер 2018 | Dubai Tennis Championships, UAE       | Серія 500   | Тверде   | Леандер Паес   | Жан-Жульєн Роєр Горія Текеу                 | 2–6, 6–7(2–7)          |
| Поразка   | 4–3 | 2018     | Winston-Salem Open, США               | Серія 250   | Тверде   | Леандер Паес   | Жан-Жульєн Роєр Горія Текеу                 | 4–6, 2–6               |

## Фінали челленджерів і ф'ючерсів

### Одиночний розряд: 1 (0–1)
| Легенда (одиночний розряд) |
| -------------------------- |
| Тур ATP Челленджер (0–0)   |
| Тур ITF Ф'ючерс (0–1)      |

| Титули за покриттям |
| ------------------- |
| Тверде (0–1)        |
| Ґрунт (0–0)         |
| Трава (0–0)         |
| Килим (0–0)         |

| Результат | В-П | Дата     | Турнір           | Рівень  | Покриття | Суперник        | Рахунок  |
| --------- | --- | -------- | ---------------- | ------- | -------- | --------------- | -------- |
| Поразка   | 0–1 | Тра 2006 | Греція F2, Сірос | Ф'ючерс | Тверде   | Джонатан Маррей | 4–6, 3–6 |

### Парний розряд: 62 (28–34)
| Легенда (парний розряд)    |
| -------------------------- |
| Тур ATP Челленджер (21–26) |
| Тур ITF Ф'ючерс (7–8)      |

| Титули за покриттям |
| ------------------- |
| Тверде (17–17)      |
| Ґрунт (9–15)        |
| Трава (0–1)         |
| Килим (2–1)         |

| Результат | В-П   | Дата     | Турнір                                        | Рівень     | Покриття   | Партнер              | Суперники                              | Рахунок                   |
| --------- | ----- | -------- | --------------------------------------------- | ---------- | ---------- | -------------------- | -------------------------------------- | ------------------------- |
| Поразка   | 0–1   | Лис 2005 | ПАР F2, Преторія                              | Ф'ючерс    | Тверде     | Джейсон Пітерс       | Ендрю Андерсон Стефен Мітчелл          | 3–6, 4–6                  |
| Поразка   | 0–2   | Січ 2006 | Сальвадор F1, Санта-Текла                     | Ф'ючерс    | Ґрунт      | Віктор Колік         | Едуардо Шванк Мартін Віларрубі         | 2–6, 7–5, 0–6             |
| Перемога  | 1–2   | Бер 2006 | КНР F5, Гуанчжоу                              | Ф'ючерс    | Тверде     | Джессі Гута Ґалунґ   | Лі Чже Сюе Фен                         | 4–6, 6–3, 7–6(7–3)        |
| Поразка   | 1–3   | Чер 2006 | Фінляндія F1, Vierumäki                       | Ф'ючерс    | Ґрунт      | Абдулла Макдес       | Майт Кюннап Хорді Марсе-Відрі          | 4–6, 2–6                  |
| Перемога  | 2–3   | Вер 2006 | Італія F31, Порто-Торрес                      | Ф'ючерс    | Тверде     | Браян Вілсон         | Віктор Брутанс Марко Педріні           | 6–2, 6–3                  |
| Поразка   | 2–4   | Жов 2006 | Австралія F10, Траралґон                      | Ф'ючерс    | Тверде     | Філіп Столт          | Меттью Ебден Брайден Клейн             | 3–6, 3–6                  |
| Перемога  | 3–4   | Жов 2006 | Австралія F11, Мельбурн                       | Ф'ючерс    | Тверде     | Філіп Столт          | Юрій Безерук Девід Джефлі              | 6–2, 5–7, [10–7]          |
| Поразка   | 3–5   | Жов 2006 | Австралія F12, Мілдьюра                       | Ф'ючерс    | Трава      | Садік Кадір          | Карстен Болл Адам Фіні                 | 6–4, 6–7(4–7), [9–11]     |
| Поразка   | 3–6   | Січ 2007 | США F1, Тампа                                 | Ф'ючерс    | Тверде     | Антоніо Руїс-Росалес | Сомдев Девварман Трет Г'юї             | 0–6, 6–7(7–9)             |
| Поразка   | 3–7   | Січ 2007 | США F2, Норт-Маямі-Біч                        | Ф'ючерс    | Тверде     | Антоніо Руїс-Росалес | Тім Смичек Раян Світінг                | 3–6, 2–6                  |
| Поразка   | 3–8   | Лют 2007 | Австралія F2, Сідней                          | Ф'ючерс    | Тверде     | Деніел Кінґ-Тернер   | Люк Буржуа Адам Фіні                   | 6–7(3–7), 2–6             |
| Перемога  | 4–8   | Бер 2007 | Нова Зеландія F2, Гамільтон (Нова Зеландія)   | Ф'ючерс    | Тверде     | Деніел Кінґ-Тернер   | Карстен Болл Дейн Фернандез            | 6–7(11–13), 7–6(7–5), 6–2 |
| Перемога  | 5–8   | Тра 2007 | Велика Британія F9, Борнмут                   | Ф'ючерс    | Ґрунт      | Олів'є Шарруен       | Ієн Фланаґан Том Рашбі                 | 6–2, 6–4                  |
| Перемога  | 6–8   | Тра 2007 | Греція F1, Кос                                | Ф'ючерс    | Тверде     | Ральф Ґрамбов        | Рафаель Аревало Комлаві Логло          | 6–3, 6–4                  |
| Перемога  | 7–8   | Тра 2007 | Греція F3, Каламата                           | Ф'ючерс    | Килим      | Антал ван дер Дейм   | Патрік Бріо Марсіу Торріс              | 6–3, 6–2                  |
| Поразка   | 7–9   | Сер 2007 | Сан-Марино, Сан-Марино                        | Челленджер | Ґрунт      | Томаш Беднарек       | Пабло Куевас Хуан Пабло Гусман         | 1–6, 0–6                  |
| Поразка   | 7–10  | Вер 2007 | Женева, Швейцарія                             | Челленджер | Ґрунт      | Олів'є Шарруен       | Себастьян Декуд Юрій Щукін             | 3–6, 7–6(7–4), [4–10]     |
| Перемога  | 8–10  | Вер 2007 | Орлеан, Франція                               | Челленджер | Тверде (i) | Франк Мозер          | Томаш Беднарек Міхал Пшисєнжний        | 6–1, 7–6(7–2)             |
| Перемога  | 9–10  | Лют 2008 | Вроцлав, Польща                               | Челленджер | Тверде (i) | Лукаш Росол          | Вернер Ешауер Юрген Мельцер            | 6–7(7–9), 6–3, [10–7]     |
| Поразка   | 9–11  | Лют 2008 | Бергамо, Італія                               | Челленджер | Тверде (i) | Ігор Зеленай         | Сімоне Болеллі Андреас Сеппі           | 3–6, 0–6                  |
| Поразка   | 9–12  | Лип 2008 | Кордова, Іспанія                              | Челленджер | Тверде     | Дік Норман           | Юган Брунстрем Жан-Жульєн Роєр         | 4–6, 3–6                  |
| Перемога  | 10–12 | Сер 2009 | Корденонс, Італія                             | Челленджер | Ґрунт      | Тревіс Реттенмаєр    | Петер Лучак Алессандро Мотті           | 4–6, 6–3, [11–9]          |
| Поразка   | 10–13 | Бер 2010 | Марракеш, Марокко                             | Челленджер | Ґрунт      | Аділ Шамасдін        | Ілія Бозоляц Горія Текеу               | 1–6, 1–6                  |
| Поразка   | 10–14 | Тра 2010 | Туніс (місто), Туніс                          | Челленджер | Ґрунт      | Аділ Шамасдін        | Джефф Кутзе Крістоф Вліген             | 6–7(3–7), 3–6             |
| Перемога  | 11–14 | Тра 2010 | Б'єлла, Італія                                | Челленджер | Ґрунт      | Аділ Шамасдін        | Дастін Браун Алессандро Мотті          | 6–3, 2–6, [11–9]          |
| Поразка   | 11–15 | Чер 2010 | Мілан, Італія                                 | Челленджер | Ґрунт      | Джефф Кутзе          | Даніеле Браччалі Рубен Рамірес Ідальго | 4–6, 5–7                  |
| Поразка   | 11–16 | Лип 2010 | Познань, Польща                               | Челленджер | Ґрунт      | Аділ Шамасдін        | Руї Мачадо Даніель Муньйос де ла Нава  | 2–6, 3–6                  |
| Поразка   | 11–17 | Сер 2010 | Корденонс, Італія                             | Челленджер | Ґрунт      | Аділ Шамасдін        | Робін Гаасе Рогір Вассен               | 6–7(14–16), 5–7           |
| Поразка   | 11–18 | Сер 2010 | Сан-Марино, Сан-Марино                        | Челленджер | Ґрунт      | Їв Аллегро           | Даніеле Браччалі Ловро Зовко           | 6–2, 2–6, [5–10]          |
| Перемога  | 12–18 | Вер 2010 | Баня-Лука, Боснія і Герцеговина               | Челленджер | Ґрунт      | Давід Шкох           | Аділ Шамасдін Ловро Зовко              | 6–1, 6–4                  |
| Перемога  | 13–18 | Лют 2011 | Кемпер, Франція                               | Челленджер | Тверде (i) | Аділ Шамасдін        | Джеймі Дельгадо Джонатан Маррей        | 6–3, 5–7, [10–5]          |
| Поразка   | 13–19 | Бер 2011 | Марракеш, Марокко                             | Челленджер | Ґрунт      | Аділ Шамасдін        | Петер Лучак Алессандро Мотті           | 6–7(5–7), 6–7(3–7)        |
| Перемога  | 14–19 | Сер 2011 | Сан-Марино, Сан-Марино                        | Челленджер | Ґрунт      | Філіпп Маркс         | Даніеле Браччалі Юліан Ноул            | 6–3, 6–4                  |
| Поразка   | 14–20 | Лис 2011 | Еккенталь, Німеччина                          | Челленджер | Килим (i)  | Аділ Шамасдін        | Андре Бегеманн Олександр Кудрявцев     | 2–6, 6–3, [9–11]          |
| Поразка   | 14–21 | Лис 2011 | Женева, Швейцарія                             | Челленджер | Тверде     | Аділ Шамасдін        | Ігор Андрєєв Євген Донской             | 6–7(1–7), 6–7(2–7)        |
| Поразка   | 14–22 | Лис 2011 | Гельсінкі, Фінляндія                          | Челленджер | Тверде (i) | Міхал Мертиняк       | Мартін Еммріх Андреас Сільєстрем       | 4–6, 4–6                  |
| Перемога  | 15–22 | Бер 2012 | Гвадалахара, Мексика                          | Челленджер | Тверде     | Аділ Шамасдін        | Томаш Беднарек Олів'є Шарруен          | 7–6(7–5), 6–1             |
| Перемога  | 16–22 | Лис 2012 | Еккенталь, Німеччина                          | Челленджер | Килим (i)  | Аділ Шамасдін        | Томаш Беднарек Андреас Сільєстрем      | 6–3, 2–6, [10–4]          |
| Перемога  | 17–22 | Лис 2012 | Лафборо, Велика Британія                      | Челленджер | Тверде (i) | Аділ Шамасдін        | Пурав Раджа Дівідж Шаран               | 6–4, 7–5                  |
| Перемога  | 18–22 | Січ 2013 | Сан-Паулу, Бразилія                           | Челленджер | Тверде     | Аділ Шамасдін        | Федеріко Дельбоніс Ренцо Оліво         | 6–7(5–7), 6–1, [11–9]     |
| Поразка   | 18–23 | Кві 2013 | Сан-Паулу, Бразилія                           | Челленджер | Ґрунт      | П'єр-Юг Ербер        | Марсело Демолінер Жоао Соуза           | 4–6, 6–3, [6–10]          |
| Поразка   | 18–24 | Сер 2013 | Ванкувер, Канада                              | Челленджер | Тверде     | Аділ Шамасдін        | Джонатан Ерліх Енді Рам                | 1–6, 4–6                  |
| Поразка   | 18–25 | Чер 2014 | Мілан, Італія                                 | Челленджер | Ґрунт      | Франк Мозер          | Гільєрмо Дюран Максімо Гонсалес        | 3–6, 3–6                  |
| Поразка   | 18–26 | Вер 2014 | Орлеан, Франція                               | Челленджер | Тверде (i) | Андреас Сільєстрем   | Томас Беллуччі Андре Са                | 7–5, 4–6, [8–10]          |
| Перемога  | 19–26 | Кві 2015 | Ле-Гозьє, Гваделупа                           | Челленджер | Тверде     | Антал ван дер Дейм   | Веслі Колгоф Матве Мідделкоп           | 6–1, 6–3                  |
| Поразка   | 19–27 | Чер 2015 | Перуджа, Італія                               | Челленджер | Ґрунт      | Costin Pavăl         | Андреа Колларіні Андрес Мольтені       | 3–6, 5–7                  |
| Перемога  | 20–27 | Бер 2016 | Драммонвіль, Канада                           | Челленджер | Тверде (i) | Макс Шнур            | Ден Еванс Ллойд Ґласспул               | 3–6, 6–3, [11–9]          |
| Поразка   | 20–28 | Кві 2016 | Сен-Бріє, Франція                             | Челленджер | Тверде (i) | Антал ван дер Дейм   | Раміз Джунейд Андреас Сільєстрем       | 7–5, 6–7(4–7), [8–10]     |
| Перемога  | 21–28 | Кві 2016 | Ле-Гозьє, Гваделупа                           | Челленджер | Тверде     | Антал ван дер Дейм   | Остін Крайчек Mitchell Krueger         | 6–2, 5–7, [10–8]          |
| Перемога  | 22–28 | Лип 2016 | Марбург, Німеччина                            | Челленджер | Ґрунт      | Філіпп Освальд       | Мігель Ангел Реєс-Варела Макс Шнур     | 6–3, 6–2                  |
| Перемога  | 23–28 | Лип 2016 | Брауншвейг, Німеччина                         | Челленджер | Ґрунт      | Філіпп Освальд       | Матеуш Ковальчик Антоніо Шанчич        | 4–6, 7–6(7–5), [10–2]     |
| Перемога  | 24–28 | Сер 2016 | Кортіна-д'Ампеццо, Італія                     | Челленджер | Ґрунт      | Філіпп Освальд       | Роберто Карбальєс-Баена Крістіан Гарін | 6–3, 6–2                  |
| Поразка   | 24–29 | Жов 2016 | Будапешт, Угорщина                            | Челленджер | Тверде (i) | Філіпп Освальд       | Олександр Бурий Андреас Сільєстрем     | 6–7(3–7), 4–6             |
| Перемога  | 25–29 | Чер 2017 | Caltanissetta, Італія                         | Челленджер | Ґрунт      | Макс Шнур            | Денис Молчанов Франко Шкугор           | 6–3, 3–6, [10–6]          |
| Перемога  | 26–29 | Сер 2017 | Ванкувер, Канада                              | Челленджер | Тверде     | Ніл Скупскі          | Трет Г'юї Роберт Ліндстедт             | 7–6(8–6), 6–2             |
| Поразка   | 26–30 | Лис 2017 | Ноксвілл, США                                 | Челленджер | Тверде (i) | Джон-Патрік Сміт     | Леандер Паес Пурав Раджа               | 6–7(4–7), 6–7(4–7)        |
| Перемога  | 27–30 | Січ 2018 | Бангкок, Таїланд                              | Челленджер | Тверде     | Джо Солсбері         | Енріке Лопес Перес Педро Мартінес      | 6–7(5–7), 6–3, [10–8]     |
| Перемога  | 28–30 | Січ 2018 | Oracle Challenger Series – Newport Beach, США | Челленджер | Тверде     | Леандер Паес         | Трет Г'юї Деніс Кудла                  | 6–4, 7–5                  |
| Поразка   | 28–31 | Лис 2018 | Х'юстон, США                                  | Челленджер | Тверде     | Марсело Аревало      | Остін Крайчек Ніколас Монро            | 6–4, 6–7(3–7), [5–10]     |
| Поразка   | 28–32 | Січ 2021 | Кемпер, Франція                               | Челленджер | Тверде (i) | Марк-Андреа Гюслер   | Грегуар Баррер Альбано Оліветті        | 7–5, 6–7(7–9), [8–10]     |
| Поразка   | 28–33 | Жов 2021 | Сібіу, Румунія                                | Челленджер | Ґрунт      | Лука Марґаролі       | Александер Ерлер Лукас Мідлер          | 3–6, 1–6                  |
| Поразка   | 28–34 | Гру 2021 | Ріо-де-Жанейро, Бразилія                      | Челленджер | Тверде     | Фернандо Ромболі     | Орландо Луц Рафаель Матос              | 3–6, 6–7(2–7)             |

## Досягнення в парному розряді
| W | Ф | ПФ | ЧФ | #Р | КТ | К# | DNQ | A | NH |

Таблиця містить результати до Відкритого чемпіонату США 2019.
| Турнір                                 | 2008 | 2009 | 2010 | 2011 | 2012 | 2013 | 2014 | 2015 | 2016 | 2017 | 2018 | 2019 | В-П   |
| -------------------------------------- | ---- | ---- | ---- | ---- | ---- | ---- | ---- | ---- | ---- | ---- | ---- | ---- | ----- |
| Турніри Великого шлему                 |      |      |      |      |      |      |      |      |      |      |      |      |       |
| Відкритий чемпіонат Австралії з тенісу |      | 1р   | 1р   |      | 1р   | 1р   |      |      |      | 1р   | 1р   | 2р   | 1–7   |
| Відкритий чемпіонат Франції з тенісу   |      | 2р   | 1р   | 1р   | 2р   | 1р   |      |      |      | 1р   | 3р   |      | 4–7   |
| Вімблдонський турнір                   | 2р   | 2р   | 1р   | ЧФ   | ЧФ   |      |      | К1р  | К1р  | 1р   | 1р   |      | 8–7   |
| Відкритий чемпіонат США з тенісу       | 1р   | 1р   |      | 2р   | 1р   |      |      |      |      | 1р   | 1р   |      | 1–6   |
| В-П                                    | 1–2  | 2–4  | 0–3  | 4–3  | 4–4  | 0–2  | 0–0  | 0–0  | 0–0  | 0–4  | 2–4  | 1–1  | 14–27 |